# Debbie Reynolds
Debbie Reynolds, właśc. Mary Frances Reynolds (ur. 1 kwietnia 1932 w El Paso, zm. 28 grudnia 2016 w Los Angeles) – amerykańska aktorka filmowa, teatralna, telewizyjna, piosenkarka i tancerka.

## Życiorys

### Wczesne lata
Urodziła się 1 kwietnia 1932 w El Paso w Teksasie jako drugie dziecko Maxene „Minnie” (z domu Harman; 1912–1999) i Raymonda Francisa „Raya” Reynoldsa (1903–1986), stolarza w Southern Pacific Railroad. Była szkocko-irlandzkiego i angielskiego pochodzenia i została wychowana w wierze kościoła Nazarejczyka. Miała starszego od niej o dwa lata brata. W 1939 jej rodzina przeniosła się do Burbank w Kalifornii. Uczęszczała do Burbank High School.

### Kariera
Jej kariera filmowa rozpoczęła się w Warner Bros., gdy w wieku szesnastu lat wygrała konkurs piękności Miss Burbank z Betty Hutton. Przełomem była rola Kathy Selden w filmie Deszczowa piosenka (Singin' in the Rain, 1952) z Gene’em Kellym. Przeważnie grała w musicalach MGM jako dziarska młoda kobieta. Wykorzystywała swoje umiejętności taneczne także w pracy scenicznej. Za tytułową kreację w filmie muzycznym Charlesa Waltersa Niezatapialna Molly Brown (The Unsinkable Molly Brown, 1964) wg sztuki Richarda Morrisa zdobyła nominację do Oscara i Złotego Globu w kategorii Najlepsza aktorka pierwszoplanowa. Otrzymała jeszcze czterokrotnie nominację do Złotego Globu za występ w takich filmach jak musicalu Richarda Thorpe Trzy krótkie słowa (Three Little Words, 1951) w roli legendarnej piosenkarki Helen Kane z Fredem Astaire’em, Maleństwo (Bundle of Joy, 1957) jako Polly Parish, The Debbie Reynolds Show (1970) i komediodramacie Alberta Brooksa Mamuśka (Mother, 1997) jako Beatrice Henderson.
W 1973 roku zadebiutowała na Broadwayu w tytułowej roli w komedii muzycznej Irene, wystawionej w Minskoff Theatre, za którą była nominowana do Tony Award.
W 2015 roku została uhonorowana nagrodą za działalność humanitarną im. Jeana Hersholta.

### Życie prywatne
26 września 1955 roku poślubiła piosenkarza i komika Eddiego Fishera; wspólnie wystąpili w musicalu Maleństwo (Bundle of Joy, 1956). Mieli dwójkę dzieci: córkę Carrie Frances (ur. 21 października 1956 w Beverly Hills, zm. 27 grudnia 2016 w Los Angeles) i syna Todda Emmanuela (ur. 24 lutego 1958). W kilka lat później wielkim skandalem stał się romans Fishera z aktorką Elizabeth Taylor, dla której ostatecznie zostawił żonę. Sama Elizabeth Taylor była wtedy w żałobie po swoim zmarłym tragicznie mężu, a zarazem przyjacielu Fishera – Mike’u Toddzie, producencie filmowym i teatralnym. 12 maja 1959 roku Fisher rozwiódł się z Debbie Reynolds i poślubił Taylor. W następnym roku, 25 listopada 1960 Debbie Reynolds wyszła mąż za Harry’ego Karla. Ich związek przetrwał do roku 1973. 25 maja 1984 wzięła ślub z Richardem Hamlettem, z którym się rozwiodła w 1996.

### Śmierć
Zmarła 28 grudnia 2016 w Los Angeles, dzień po śmierci swojej córki, aktorki i pisarki Carrie Fisher.                                                                        Miała 84 lata. Została pochowana wraz z córką na Forest Lawn Memorial Park (Hollywood Hills) 5 stycznia 2017.

## Filmografia
- June Bride (1948)

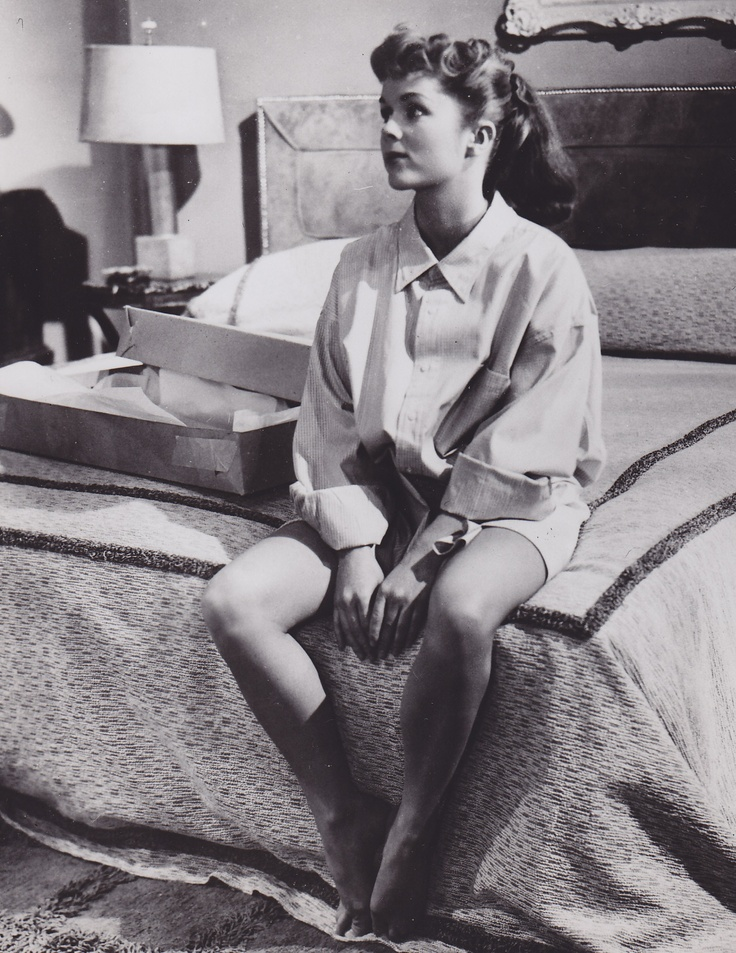
Debbie Reynolds w filmie Susan Slept Here (1954)

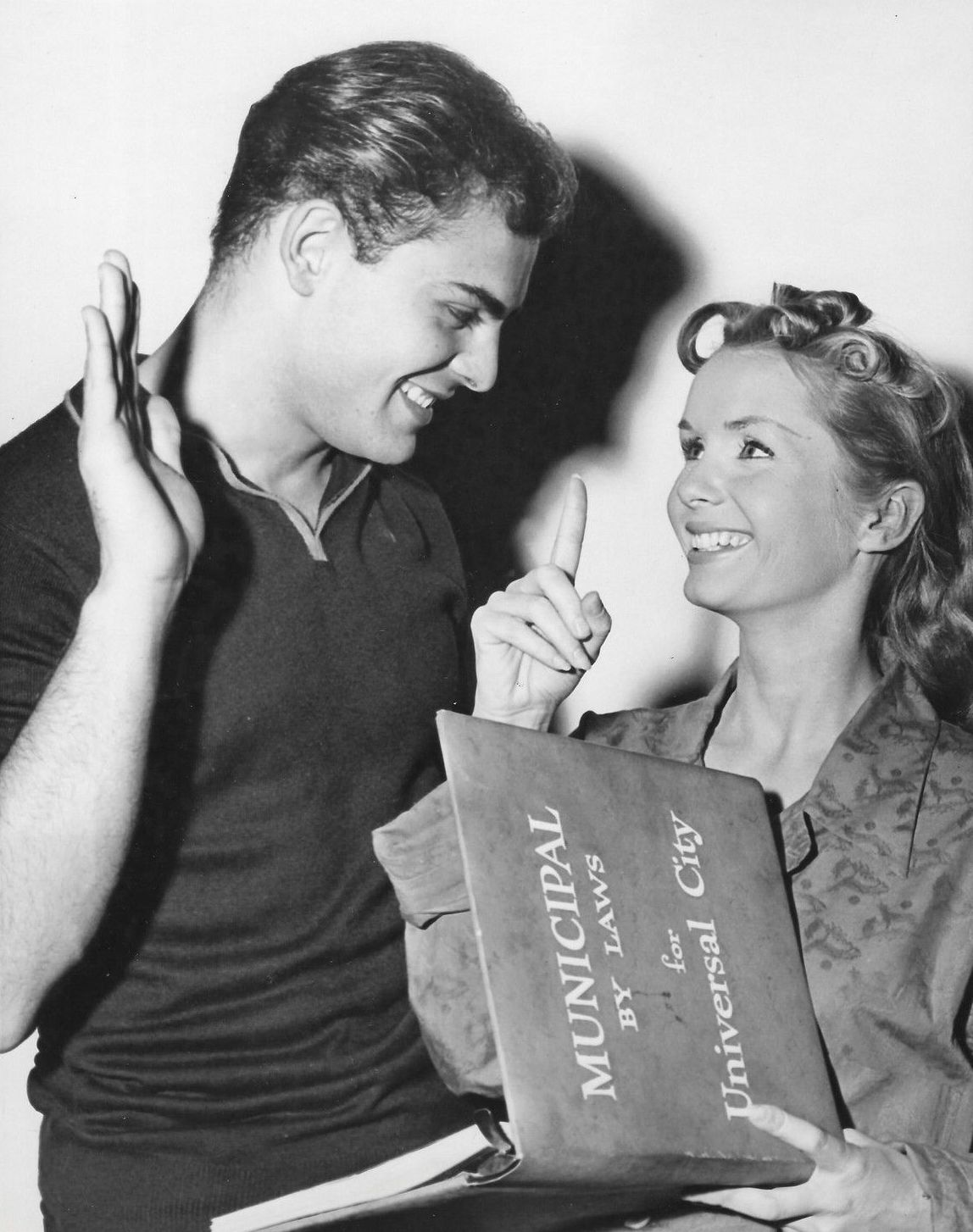
John Saxon i Debbie Reynolds (1957)

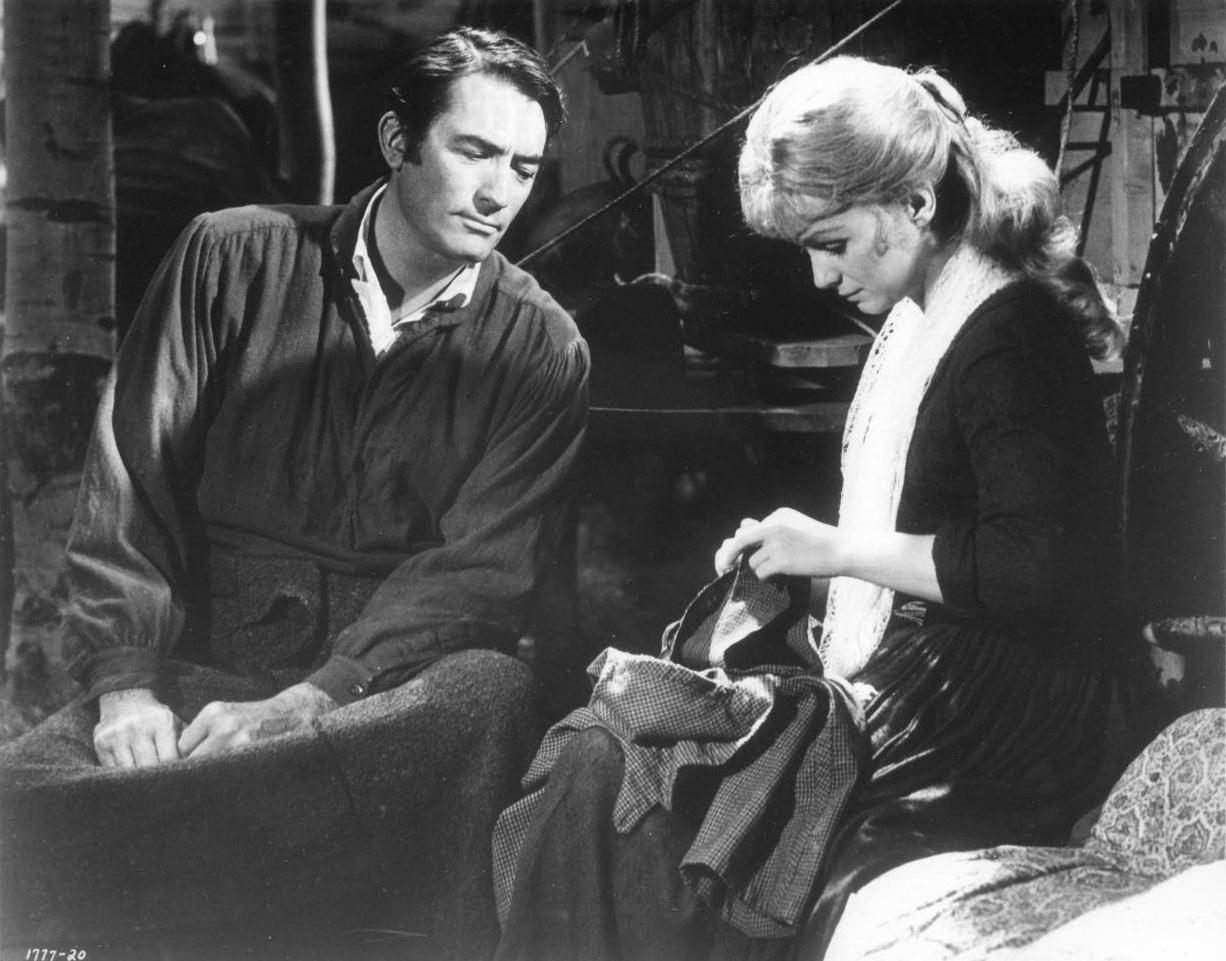
Gregory Peck i Debbie Reynolds w filmie Jak zdobywano Dziki Zachód (1962)

- The Daughter of Rosie O’Grady (1950)
- Trzy krótkie słowa (1950)
- Two Weeks with Love (1950)
- Mr. Imperium (1951)
- Deszczowa piosenka (1952)
- Skirts Ahoy! (1952)
- I Love Melvin (1953)
- The Affairs of Dobie Gillis (1953)
- Give a Girl a Break (1953)
- Susan Slept Here (1954)
- Athena (1954)
- Cała naprzód (1955)
- The Tender Trap (1955)
- Meet Me in Las Vegas (1956)
- The Catered Affair (1956)
- Bundle of Joy (1956)
- Tammy and the Bachelor (1957)
- This Happy Feeling (1958)
- Gra godowa (1959)
- Say One for Me (1959)
- It Started with a Kiss (1959)
- The Gazebo (1959)
- The Rat Race (1960)
- Pepe (1960) (Cameo)
- The Pleasure of His Company (1961)
- The Second Time Around (1961)
- Jak zdobywano Dziki Zachód (1962)
- Mary, Mary (1963)
- My Six Loves (1963)
- The Story of a Dress (1964)
- Niezatapialna Molly Brown (1964)
- Goodbye Charlie (1964)
- The Singing Nun (1966)
- Divorce American Style (1967)
- How Sweet It Is! (1968)
- What's the Matter with Helen? (1971)
- Charlotte’s Web (1973)
- Busby Berkeley (1974)
- That's Entertainment! (1974) (narrator)
- Podniebna poczta Kiki (1989)
- Bodyguard (1992)
- Heaven & Earth (1993)
- Skrzydła (1994)
- That's Entertainment! III (1994)
- Mother (1996)
- Wedding Bell Blues (1996)
- Przodem do tyłu (In & Out) (1997)
- Las Vegas Parano (1998) (głos)
- Zack and Reba (1998)
- Halloweentown (1998)
- Keepers of the Frame (1999)
- Rudolph The Red-Nosed Reindeer: The Movie (1999) (głos)
- Pełzaki w Paryżu (2000) (głos)
- Will & Grace (2000), nominowana do nagrody Emmy
- These Old Broads (2001)
- Halloweentown II: Kalabar's Revenge (2001)
- Cinerama Adventure (2002)
- Connie and Carla (2004)
- Halloweentown High (2004)
- Fingers Walking (2005)
- Return to Halloweentown (2006)
- Family Guy (2008)
- Pingwiny z Madagaskaru (2010) (głos)
- Jak upolować faceta (2012)
- Wielki Liberace (2014)
- 7K (2015) (głos)

## Wybrana dyskografia
- Two Weeks With Love (1950) /z Jane Powell oraz Carletonem Carpenterem
- Singin' In The Rain (Recorded Directly From The Sound Track Of The M-G-M Technicolor Musical) (1952) /z Gene’em Kelly oraz Donaldem O’Connorem
- I Love Melvin (1953) /z Donaldem O’Connorem
- Hit The Deck (Recorded Directly From The Sound Track Of M-G-M's Magical Color Musical) (1955) /z Jane Powell oraz Tonym Martinem
- Eddie Fisher And Debbie Reynolds In Bundle Of Joy (1956) /z Eddiem Fisherem
- Debbie (1959)
- Say One for Me (1959) /z Bingiem Crosbym oraz Robertem Wagnerem
- Fine And Dandy (1960)
- Am I That Easy To Forget? (1960)
- From Debbie With Love (1960)
- How The West Was Won, Original Soundtrack (1962) /z Alfredem Newmanem
- Tammy And 11 Other Great Folk Hits (1963)
- Reprise Musical Repertory Theatre (1963)
- The Unsinkable Molly Brown (The MGM Sound Track Album) (1964) /z Harvem Presnellem
- The Singing Nun (1966)
- Irene (1973)
- ..."And Then I Sang" (1975)
- An American Christmas Album (1975)
- Do It Debbie's Way (1983)
- Singin in the Rain (Original MGM Soundtrack) (1990) /z Gene’em Kellym oraz Donaldem O’Connorem
- Christmas With Donald And Debbie (1992) /z Donaldem O’Connorem